# Home of the Blues
Home of the Blues ist ein Countrysong von Johnny Cash, den er gemeinsam mit Douglas L. McAlphin und Glenn Douglas Tubb schrieb und am 1. Juli 1957 mit den Tennessee Two bei Sun Records unter der Produktion von Jack Clement aufnahm.

## Inhalt
Die ersten Zeilen zeichnen das Bild eines jungen Mannes, der sich am Ort der Traurigkeit, dem Home of the Blues befindet. Es heißt, dass dieser Ort am Ende jener Straße liegt, auf der Verlierer gehen und man dorthin gelangt, wenn man sich mühselig durch die Tränen gekämpft hat.
Auch der Rest des Songs beschreibt ein trauriges Bild. Der Protagonist singt, dass er sich an einem Ort durch Schlamm und Dreck kämpft, an dem die Sonne niemals scheint. Der Ort sei auch mit bittersüßen Erinnerungen verbunden, und wenn er seine Träume aufgeben müsse, wolle er sterben. Im Home of the Blues seien alle Traurigen willkommen.

## Besetzung, Produktion und Veröffentlichung
Neben Cash (Gesang und Rhythmusgitarre), Luther Perkins (Leadgitarre) und Marshall Grant (Bass) sind Backgroundsänger sowie ein dezentes Klavier zu hören. Cash singt das Stück tiefer als seine anderen Sun-Songs.
Clement hatte auf Bitte von Sam Phillips die Produktion des Songs übernommen, da dieser sich mehr um Jerry Lee Lewis kümmern wollte. Home of the Blues wurde als Sun-Single 279 im August 1957 veröffentlicht. Als B-Seite wählte Clement die Country-Ballade Give My Love to Rose aus, die noch von Phillips produziert worden war.
Die Single erreichte Platz 3 der Country-Charts und Platz 5 der C&W-Bestseller-Charts. In den Billboard Hot 100 belegte das Stück Platz 88.

## Der FilmWalk the Lineund eigene Neuaufnahmen
Für den biografischen Spielfilm Walk the Line nahm Cash-Darsteller Joaquin Phoenix den Song neu auf.
1988 nahm Cash für Mercury das Album Classic Cash: Hall of Fame Series alte Hits und Klassiker neu auf. Unter den acht Sun-Songs war auch Home of the Blues.